# Daiva Petkevičienė
Daiva Petkevičienė (* 28. Oktober 1964 in Klaipėda) ist eine litauische Politikerin, seit November 2024 Mitglied im Seimas. 

## Leben
Nach dem Abitur  an der  Mittelschule  absolvierte Daiva Petkevičienė 1982 die Berufsausbildung am 	Klaipėdos technologijų mokymo centras der Hafenstadt Klaipėda.
Von 1988 bis 	2014 war sie Inhaberin der 	Firma Madeivė. Von 2014 bis 2024 arbeitete sie als Administratorin im Unternehmen 	UAB Varinukas. 	
In der Parlamentswahl in Litauen 2024 wurde sie ins 14. Seimas ausgewählt. 
Seit 2023 ist Daiva Petkevičienė Mitglied und stellv. Vorsitzende der Partei Nemuno aušra. 
Sie ist ehrenamtliche Leiterin des Unterbezirks Debrecenas der Stadtgemeinde Klaipėda.
Sie ist verheiratet.